# Rhodospatha moritziana
Rhodospatha moritziana Schott – gatunek wieloletnich, wiecznie zielonych chamefitów z rodziny obrazkowatych, pochodzących z obszaru od Kostaryki do Peru i Wenezueli, zasiedlających wilgotne lasy równikowe.